# Un divano a Tunisi
Un divano a Tunisi (Un divan à Tunis) è un film del 2019 diretto e sceneggiato da Manele Labidi Labbé. Si tratta del primo lungometraggio della regista franco-tunisina.

## Trama
All'indomani della Primavera araba, Selma Derwich, psicanalista di 35 anni, lascia Parigi per aprire un proprio studio alla periferia di Tunisi, dov'è cresciuta. In Tunisia, Selma intende risollevare il morale dei suoi connazionali dopo lo shock della rivoluzione e la caduta di Ben Ali, ma deve scontrarsi con la diffidenza locale, con un'amministrazione passiva e con un poliziotto che le rema contro.

## Distribuzione
Il film sarebbe dovuto uscire in anteprima in alcune sale italiane l'8 marzo 2020, ma le anteprime sono state annullate a causa della chiusura dei cinema per il Coronavirus. L'8 ottobre 2020 è la nuova data di uscita.

## Produzione
Il film è il primo lungometraggio della regista franco-tunisina Manele Labidi Labbé.

## Accoglienza

### Critica
Kaleem Aftab su Cineuropa ha ritenuto il film di Labidi incoerente, ritenendo che lo spettatore non è tanto "sbalordito" dalla mentalità dei personaggi, quanto dalla "qualità irregolare del film e le sue forti caricature"